# Список императоров Священной Римской империи
Список императоров Священной Римской империи включает лиц, являвшихся таковыми с момента коронации короля римлян Оттона I 2 февраля 962 года до роспуска империи 6 августа 1806 года.
Двухэтапная процедура избрания императора Священной Римской империи сложилась к XII веку и проходила в следующем порядке: сначала римский король (лат. Rex Romanorum) избирался небольшой группой курфюрстов (князей-выборщиков) и вскоре после этого короновался в Ахенском соборе архиепископом Кёльна. Затем король должен был отправиться в Рим, чтобы папа короновал его как императора. После 1508 года, когда Максимилиан I с согласия папы Римского объявил себя «избранным императором», папа признал, что для получения императорского титула достаточно королевской коронации, которая с 1562 года стала проводиться в одном месте с выборами — Франкфурте-на-Майне. С тех пор титул римского короля, равнозначного «королю в Германии» (нем. König in Germanien), стал официально входить в титулатуру императоров. Нередко ещё при жизни императора проходило избрание и утверждение одного из его ближайших родственников (как правило сына) наследником императорского трона в качестве короля, который становился императором сразу после смерти предшественника. Если же при жизни императора наследник не был избран, то избрание королём и коронация императором проводились вскоре после кончины прежнего монарха. В этот период междуцарствия власть принадлежала имперским викариям, которыми согласно Золотой булле 1356 года являлись: в землях саксонского права — герцоги Саксонии, а в землях швабских, рейнских и франконских — пфальцграфы Рейна.
До 5 (15) октября 1582 года, когда был введён григорианский календарь, приведены юлианские даты. После перехода католической части Священной Римской империи в 1583—1584 годах на новый календарь указаны григорианские даты.

## Список
| Портрет | Имя (годы жизни) | Правление        | Правление        | Династия                                                | Особенности титула | Пр.                     |
| Портрет | Имя (годы жизни) | Начало           | Окончание        | Династия                                                | Особенности титула | Пр.                     |
| ------- | --- | ---------------- | ---------------- | ------------------------------------------------------- | --- | ----------------------- |
|         | Оттон I (912—973) нем. Otto I. | 2 февраля 962    | 7 мая 973        | Людольфинги нем. Liudolfinger                           | По благодати Божьей, император-август лат. Divina favente clementia Imperator Augustus король Италии лат. Rex Italiae герцог Саксонии нем. Herzog von Sachsen | [ 8 ] [ 9 ] [ 10 ]      |
|         | Оттон II (955—983) нем. Otto II. | 7 мая 973        | 7 декабря 983    | Людольфинги нем. Liudolfinger                           | По благодати Божьей, император-август лат. Divina favente clementia Imperator Augustus король Италии лат. Rex Italiae | [ 11 ] [ 12 ] [ 13 ]    |
|         | Оттон III (980—1002) нем. Otto III. | 21 мая 996       | 24 января 1002   | Людольфинги нем. Liudolfinger                           | По благодати Божьей, император-август римлян лат. Divina favente clementia Romanorum Imperator Augustus король Италии лат. Rex Italiae | [ 14 ] [ 15 ] [ 16 ]    |
|         | Генрих II (973—1024) нем. Heinrich II. | 14 февраля 1014  | 13 июля 1024     | Людольфинги нем. Liudolfinger                           | По благодати Божьей, император-август римлян лат. Divina favente clementia Romanorum Imperator Augustus король Италии лат. Rex Italiae герцог Баварии (до 1017) нем. Herzog von Bayern | [ 17 ] [ 18 ] [ 19 ]    |
|         | Конрад II (ок. 990—1039) нем. Konrad II. | 26 марта 1027    | 4 июня 1039      | Салии нем. Salier                                       | По благодати Божьей, император-август римлян лат. Divina favente clementia Romanorum Imperator Augustus король Италии лат. Rex Italiae король Бургундии (с 1032) лат. Rex Burgundiae | [ 20 ] [ 21 ] [ 22 ]    |
|         | Генрих III (1016—1056) нем. Heinrich III. | 25 декабря 1046  | 5 октября 1056   | Салии нем. Salier                                       | По благодати Божьей, император-август римлян лат. Divina favente clementia Romanorum Imperator Augustus король Италии лат. Rex Italiae король Бургундии лат. Rex Burgundiae герцог Баварии (1047—1049) нем. Herzog von Bayern | [ 23 ] [ 24 ] [ 25 ]    |
|         | Генрих IV (1050—1106) нем. Heinrich IV. | 31 марта 1084    | 31 декабря 1105  | Салии нем. Salier                                       | По благодати Божьей, император-август римлян лат. Divina favente clementia Romanorum Imperator Augustus король Италии лат. Rex Italiae король Бургундии лат. Rex Burgundiae герцог Баварии (до 1096) нем. Herzog von Bayern | [ 26 ] [ 27 ] [ 28 ]    |
|         | Генрих V (1085—1125) нем. Heinrich V. | 13 апреля 1111   | 23 мая 1125      | Салии нем. Salier                                       | По благодати Божьей, император-август римлян лат. Divina favente clementia Romanorum Imperator Augustus король Италии лат. Rex Italiae король Бургундии лат. Rex Burgundiae | [ 29 ] [ 30 ] [ 31 ]    |
|         | Лотарь II (1075—1137) нем. Lothar II. | 4 июня 1133      | 3 декабря 1137   | Супплинбурги нем. Supplinburger                         | По благодати Божьей, император-август римлян лат. Divina favente clementia Romanorum Imperator Augustus король Италии лат. Rex Italiae король Бургундии лат. Rex Burgundiae герцог Саксонии нем. Herzog von Sachsen | [ 32 ] [ 33 ] [ 34 ]    |
|         | Фридрих I (1122—1190) нем. Friedrich I. | 18 июня 1155     | 10 июня 1190     | Гогенштауфены нем. Hohenstaufen                         | По благодати Божьей, император-август римлян лат. Divina favente clementia Romanorum Imperator Augustus король Италии лат. Rex Italiae король Бургундии лат. Rex Burgundiae | [ 35 ] [ 36 ] [ 37 ]    |
|         | Генрих VI (1165—1190) нем. Heinrich VI. сиц. Arricu I                                                                                                  | 14 апреля 1191   | 28 сентября 1197 | Гогенштауфены нем. Hohenstaufen                         | По благодати Божьей, император римлян, всегда август лат. Divina favente clementia Romanorum Imperator semper Augustus король Италии лат. Rex Italiae король Бургундии лат. Rex Burgundiae король Сицилии (с 1194) сиц. Rè di Sicilia | [ 38 ] [ 39 ] [ 40 ]    |
|         | Оттон IV (1175—1218) нем. Otto IV. окс. Oton Ier | 4 октября 1209   | 19 мая 1218      | Вельфы нем. Welfen                                      | По благодати Божьей, император римлян, всегда август лат. Divina favente clementia Romanorum Imperator semper Augustus король Италии лат. Rex Italiae король Бургундии лат. Rex Burgundiae герцог Аквитании окс. Duc d’Aquitània | [ 41 ] [ 42 ] [ 43 ]    |
|         | Фридрих II (1194—1250) нем. Friedrich II. сиц. Fidiricu I                                                                                              | 22 ноября 1220   | 13 декабря 1250  | Гогенштауфены нем. Hohenstaufen                         | По благодати Божьей, император римлян, всегда август лат. Divina favente clementia Romanorum Imperator semper Augustus король Италии лат. Rex Italiae король Бургундии лат. Rex Burgundiae король Сицилии сиц. Rè di Sicilia | [ 44 ] [ 45 ] [ 46 ]    |
|         | Генрих VII (ок. 1275—1313) нем. Heinrich VII. | 29 июня 1312     | 24 августа 1313  | Люксембурги нем. Luxemburger                            | Милостью Божьей, император римлян, всегда август нем. Von Gottes Gnaden Römischer Kaiser, zu allen Zeiten Mehrer des Reichs, лат. Dei gratia Romanorum Imperator semper Augustus Прочие титулы:король Италии лат. Rex Italiae король Бургундии лат. Rex Burgundiae граф Люксембурга нем. Graf von Luxemburg, фр. Comte de Luxembourg | [ 49 ] [ 50 ] [ 51 ]    |
|         | Людвиг IV (1282—1347) нем. Ludwig IV. | 17 января 1328   | 11 октября 1347  | Виттельсбахи нем. Wittelsbacher                         | Милостью Божьей, император римлян, всегда август нем. Von Gottes Gnaden Römischer Kaiser, zu allen Zeiten Mehrer des Reichs, лат. Dei gratia Romanorum Imperator semper Augustus Прочие титулы:король Италии лат. Rex Italiae король Бургундии лат. Rex Burgundiae пфальцграф Рейна (до 1329) нем. Pfalzgraf bei Rhein герцог Баварии (с 1340) нем. Herzog von Bayern | [ 52 ] [ 53 ] [ 54 ]    |
|         | Карл IV (1316—1378) нем. Karl IV. чеш. Karel I. | 5 апреля 1355    | 29 ноября 1378   | Люксембурги нем. Luxemburger                            | Милостью Божьей, император римлян, всегда август нем. Von Gottes Gnaden Römischer Kaiser, zu allen Zeiten Mehrer des Reichs, лат. Dei gratia Romanorum Imperator semper Augustus Прочие титулы:король Италии лат. Rex Italiae король Бургундии лат. Rex Burgundiae король Чехии чеш. Český král, нем. König von Böhmen | [ 55 ] [ 56 ] [ 57 ]    |
|         | Сигизмунд (1368—1437) нем. Sigismund чеш. Zikmund венг. Zsigmond хорв. Žigmund                                                                         | 31 мая 1433      | 9 декабря 1437   | Люксембурги нем. Luxemburger                            | Милостью Божьей, император римлян, всегда август нем. Von Gottes Gnaden Römischer Kaiser, zu allen Zeiten Mehrer des Reichs, лат. Dei gratia Romanorum Imperator semper Augustus Прочие титулы:король Италии лат. Rex Italiae король Чехии чеш. Český král, нем. König von Böhmen король Венгрии венг. Magyarország királya король Хорватии хорв. Kralj Hrvatske | [ 58 ] [ 59 ] [ 60 ]    |
|         | Фридрих III (1415—1493) нем. Friedrich III. | 19 марта 1452    | 19 августа 1493  | Габсбурги нем. Habsburger                               | Милостью Божьей, император римлян, всегда август нем. Von Gottes Gnaden Römischer Kaiser, zu allen Zeiten Mehrer des Reichs, лат. Dei gratia Romanorum Imperator semper Augustus Прочие титулы:король Италии лат. Rex Italiae эрцгерцог Австрии (с 1457) нем. Erzherzog von Österreich | [ 61 ] [ 62 ] [ 63 ]    |
|         | Максимилиан I (1459—1519) нем. Maximilian I. | 4 февраля 1508   | 12 января 1519   | Габсбурги нем. Habsburger                               | Милостью Божьей, избранный император римлян, всегда август нем. Von Gottes Gnaden erwählter Römischer Kaiser, zu allen Zeiten Mehrer des Reichs, лат. Dei gratia Electus Romanorum Imperator semper Augustus Прочие титулы:король Италии лат. Rex Italiae эрцгерцог Австрии нем. Erzherzog von Österreich | [ 64 ] [ 65 ] [ 66 ]    |
|         | Карл V (1500—1558) нем. Karl V. фр. Charles III итал. Carlo I исп. Carlos I                                                                            | 23 октября 1520  | 24 февраля 1558  | Габсбурги нем. Habsburger                               | Милостью Божьей, избранный император римлян, всегда август нем. Von Gottes Gnaden erwählter Römischer Kaiser, zu allen Zeiten Mehrer des Reichs, лат. Dei gratia Electus Romanorum Imperator semper Augustus Прочие титулы:король Италии лат. Rex Italiae эрцгерцог Австрии (1519—1521) нем. Erzherzog von Österreich герцог Люксембурга нем. Herzog von Luxemburg, фр. Duc de Luxembourg король Испании (1516—1556) исп. Rey de España, лат. Hispaniarum Rex король Сардинии (до 1556) итал. Re di Sardegna король Неаполя и Сицилии (до 1554) итал. Re di Napoli e Sicilia | [ 69 ] [ 70 ] [ 71 ]    |
|         | Фердинанд I (1503—1564) нем. , чеш. и хорв. Ferdinand I. венг. I. Ferdinánd                                                                            | 24 февраля 1558  | 25 июля 1564     | Габсбурги нем. Habsburger                               | Милостью Божьей, избранный император римлян, всегда август нем. Von Gottes Gnaden erwählter Römischer Kaiser, zu allen Zeiten Mehrer des Reichs, лат. Dei gratia Electus Romanorum Imperator semper Augustus Прочие титулы:эрцгерцог Австрии нем. Erzherzog von Österreich король Чехии чеш. Český král, нем. König von Böhmen король Венгрии венг. Magyarország királya король Хорватии хорв. Kralj Hrvatske | [ 73 ] [ 74 ] [ 75 ]    |
|         | Максимилиан II (1527—1576) нем. Maximilian II. чеш. Maxmilián I. венг. Miksa хорв. Maksimilijan I.                                                     | 25 июля 1564     | 12 октября 1576  | Габсбурги нем. Habsburger                               | Милостью Божьей, избранный император римлян, всегда август нем. Von Gottes Gnaden erwählter Römischer Kaiser, zu allen Zeiten Mehrer des Reichs, лат. Dei gratia Electus Romanorum Imperator semper Augustus Прочие титулы:эрцгерцог Австрии нем. Erzherzog von Österreich король Чехии чеш. Český král, нем. König von Böhmen король Венгрии венг. Magyarország királya король Хорватии хорв. Kralj Hrvatske | [ 76 ] [ 77 ] [ 78 ]    |
|         | Рудольф II (1552—1612) нем. Rudolf II. чеш. и хорв. Rudolf II. венг. Rezsö                                                                             | 12 октября 1576  | 20 января 1612   | Габсбурги нем. Habsburger                               | Милостью Божьей, избранный император римлян, всегда август нем. Von Gottes Gnaden erwählter Römischer Kaiser, zu allen Zeiten Mehrer des Reichs, лат. Dei gratia Electus Romanorum Imperator semper Augustus Прочие титулы:эрцгерцог Австрии нем. Erzherzog von Österreich король Чехии (до 1611) чеш. Český král, нем. König von Böhmen король Венгрии (до 1608) венг. Magyarország királya король Хорватии (до 1608) хорв. Kralj Hrvatske | [ 79 ] [ 80 ] [ 81 ]    |
|         | Маттиас (1557—1619) нем. Matthias чеш. Matyáš венг. II. Mátyás хорв. Matija II.                                                                        | 13 июня 1612     | 20 марта 1619    | Габсбурги нем. Habsburger                               | Милостью Божьей, избранный император римлян, всегда август нем. Von Gottes Gnaden erwählter Römischer Kaiser, zu allen Zeiten Mehrer des Reichs, лат. Dei gratia Electus Romanorum Imperator semper Augustus Прочие титулы:эрцгерцог Австрии нем. Erzherzog von Österreich король Чехии (до 1617) чеш. Český král, нем. König von Böhmen король Венгрии венг. Magyarország királya король Хорватии хорв. Kralj Hrvatske | [ 82 ] [ 83 ] [ 84 ]    |
|         | Фердинанд II (1578—1637) нем. , чеш. и хорв. Ferdinand II. венг. II. Ferdinánd                                                                         | 28 августа 1619  | 15 февраля 1637  | Габсбурги нем. Habsburger                               | Милостью Божьей, избранный император римлян, всегда август нем. Von Gottes Gnaden erwählter Römischer Kaiser, zu allen Zeiten Mehrer des Reichs, лат. Dei gratia Electus Romanorum Imperator semper Augustus Прочие титулы:эрцгерцог Австрии нем. Erzherzog von Österreich король Чехии (с 1620) чеш. Český král, нем. König von Böhmen король Венгрии венг. Magyarország királya король Хорватии хорв. Kralj Hrvatske | [ 85 ] [ 86 ] [ 87 ]    |
|         | Фердинанд III (1608—1657) нем. , чеш. и хорв. Ferdinand III. венг. III. Ferdinánd                                                                      | 15 февраля 1637  | 2 апреля 1657    | Габсбурги нем. Habsburger                               | Милостью Божьей, избранный император римлян, всегда август нем. Von Gottes Gnaden erwählter Römischer Kaiser, zu allen Zeiten Mehrer des Reichs, лат. Dei gratia Electus Romanorum Imperator semper Augustus Прочие титулы:эрцгерцог Австрии нем. Erzherzog von Österreich король Чехии чеш. Český král, нем. König von Böhmen король Венгрии венг. Magyarország királya король Хорватии хорв. Kralj Hrvatske | [ 88 ] [ 89 ] [ 90 ]    |
|         | Леопольд I (1640—1705) нем. Leopold I. чеш. и хорв. Leopold I. венг. I. Lipót                                                                          | 18 июля 1658     | 5 мая 1705       | Габсбурги нем. Habsburger                               | Милостью Божьей, избранный император римлян, всегда август нем. Von Gottes Gnaden erwählter Römischer Kaiser, zu allen Zeiten Mehrer des Reichs, лат. Dei gratia Electus Romanorum Imperator semper Augustus Прочие титулы:эрцгерцог Австрии нем. Erzherzog von Österreich король Чехии чеш. Český král, нем. König von Böhmen король Венгрии венг. Magyarország királya король Хорватии хорв. Kralj Hrvatske | [ 91 ] [ 92 ] [ 93 ]    |
|         | Иосиф I (1678—1711) нем. Joseph I. чеш. Josef I. венг. I. József хорв. Josip I.                                                                        | 5 мая 1705       | 17 апреля 1711   | Габсбурги нем. Habsburger                               | Милостью Божьей, избранный император римлян, всегда август нем. Von Gottes Gnaden erwählter Römischer Kaiser, zu allen Zeiten Mehrer des Reichs, лат. Dei gratia Electus Romanorum Imperator semper Augustus Прочие титулы:эрцгерцог Австрии нем. Erzherzog von Österreich король Чехии чеш. Český král, нем. König von Böhmen король Венгрии венг. Magyarország királya король Хорватии хорв. Kralj Hrvatske | [ 94 ] [ 95 ] [ 96 ]    |
|         | Карл VI (1685—1740) нем. Karl VI. чеш. Karel II. венг. III. Károly хорв. Karlo III. фр. Charles V итал. Carlo II                                       | 12 октября 1711  | 20 октября 1740  | Габсбурги нем. Habsburger                               | Милостью Божьей, избранный император римлян, всегда август нем. Von Gottes Gnaden erwählter Römischer Kaiser, zu allen Zeiten Mehrer des Reichs, лат. Dei gratia Electus Romanorum Imperator semper Augustus Прочие титулы:эрцгерцог Австрии нем. Erzherzog von Österreich король Чехии чеш. Český král, нем. König von Böhmen король Венгрии венг. Magyarország királya король Хорватии хорв. Kralj Hrvatske герцог Люксембурга (с 1713) нем. Herzog von Luxemburg, фр. Duc de Luxembourg герцог Милана (с 1714) итал. Duca di Milano король Неаполя (1713—1735) итал. Re di Napoli король Сардинии (1713—1720) итал. Re di Sardegna король Сицилии (1720—1735) итал. Re di Sicilia                         | [ 97 ] [ 98 ] [ 99 ]    |
|         | Карл VII (1697—1745) нем. Karl VII. | 24 января 1742   | 20 января 1745   | Виттельсбахи нем. Wittelsbacher                         | Милостью Божьей, избранный император римлян, всегда август нем. Von Gottes Gnaden erwählter Römischer Kaiser, zu allen Zeiten Mehrer des Reichs, лат. Dei gratia Electus Romanorum Imperator semper Augustus курфюрст Баварии нем. Kurfürst von Bayern | [ 100 ] [ 101 ] [ 102 ] |
|         | Франц I (1708—1765) нем. Franz I. итал. Francesco III                                                                                                  | 13 сентября 1745 | 18 августа 1765  | Лотарингский дом нем. Haus Lothringen                   | Милостью Божьей, избранный император римлян, всегда август нем. Von Gottes Gnaden erwählter Römischer Kaiser, zu allen Zeiten Mehrer des Reichs, лат. Dei gratia Electus Romanorum Imperator semper Augustus великий герцог Тосканы итал. Granduca di Toscana | [ 103 ] [ 104 ] [ 105 ] |
|         | Иосиф II (1741—1790) нем. Joseph II. чеш. Josef II. венг. II. József хорв. Josip II. фр. Joseph итал. Giuseppe пол. Józef II укр. Йосиф II             | 18 августа 1765  | 20 февраля 1790  | Габсбург-Лотарингский дом нем. Haus Habsburg-Lothringen | Милостью Божьей, избранный император римлян, всегда август нем. Von Gottes Gnaden erwählter Römischer Kaiser, zu allen Zeiten Mehrer des Reichs, лат. Dei gratia Electus Romanorum Imperator semper Augustus Прочие титулы:эрцгерцог Австрии (с 1780) нем. Erzherzog von Österreich король Чехии (с 1780) чеш. Český král, нем. König von Böhmen король Венгрии (с 1780) венг. Magyarország királya король Хорватии и король Славонии (с 1780) хорв. Kralj Hrvatske i Kralj Slavonije герцог Люксембурга нем. Herzog von Luxemburg, фр. Duc de Luxembourg герцог Милана (с 1780) итал. Duca di Milano король Галиции и Лодомерии (с 1780) пол. Król Galicji i Lodomerii, укр. Король Галичини та Володимирії | [ 106 ] [ 107 ] [ 108 ] |
|         | Леопольд II (1747—1792) нем. Leopold II. чеш. , хорв. и пол. Leopold II. венг. II. Lipót фр. Léopold итал. Leopoldo укр. Леопольд II                   | 30 сентября 1790 | 1 марта 1792     | Габсбург-Лотарингский дом нем. Haus Habsburg-Lothringen | Милостью Божьей, избранный император римлян, всегда август нем. Von Gottes Gnaden erwählter Römischer Kaiser, zu allen Zeiten Mehrer des Reichs, лат. Dei gratia Electus Romanorum Imperator semper Augustus Прочие титулы:эрцгерцог Австрии нем. Erzherzog von Österreich король Чехии чеш. Český král, нем. König von Böhmen король Венгрии венг. Magyarország királya король Хорватии и король Славонии хорв. Kralj Hrvatske i Kralj Slavonije герцог Люксембурга нем. Herzog von Luxemburg, фр. Duc de Luxembourg герцог Милана итал. Duca di Milano король Галиции и Лодомерии пол. Król Galicji i Lodomerii, укр. Король Галичини та Володимирії                                                       | [ 109 ] [ 110 ] [ 111 ] |
|         | Франц II (1768—1835) нем. Franz II. чеш. František I. венг. I. Ferenc хорв. Franjo I. фр. François итал. Francesco III пол. František I. укр. Франц II | 5 июля 1792      | 6 августа 1806   | Габсбург-Лотарингский дом нем. Haus Habsburg-Lothringen | Милостью Божьей, избранный император римлян, всегда август нем. Von Gottes Gnaden erwählter Römischer Kaiser, zu allen Zeiten Mehrer des Reichs, лат. Dei gratia Electus Romanorum Imperator semper Augustus Прочие титулы:эрцгерцог Австрии нем. Erzherzog von Österreich король Чехии чеш. Český král, нем. König von Böhmen король Венгрии венг. Magyarország királya король Хорватии и король Славонии хорв. Kralj Hrvatske i Kralj Slavonije герцог Люксембурга (до 1795) нем. Herzog von Luxemburg, фр. Duc de Luxembourg герцог Милана (до 1796) итал. Duca di Milano король Галиции и Лодомерии пол. Król Galicji i Lodomerii, укр. Король Галичини та Володимирії                                   | [ 112 ] [ 113 ] [ 114 ] |